# سالم الحمدان
سالم الحمدان (عربی: سالم الحمدان؛ زادهٔ ۵ مهٔ ۱۹۹۲) یک ورزشکار اهل عربستان سعودی است.
از باشگاه‌هایی که در آن بازی کرده‌است می‌توان به باشگاه فوتبال القادسیه عربستان سعودی اشاره کرد.